# Pierre Gillet (trompettiste)
Pour les articles homonymes, voir Pierre Gillet et Gillet.
Pierre Gillet, né le 6 août 1960 à Terville, est un trompettiste français. 

## Biographie
Pierre Gillet suit l'enseignement de Pierre Thibaud dans la classe de trompette du Conservatoire national supérieur de musique de Paris où il obtient un premier prix. Il est à son tour professeur assistant de trompette dans ce même établissement et professeur au Conservatoire du XXe arrondissement de Paris.
Il a été trompette solo des Concerts Colonne et il est également cornet solo de l'orchestre de l'Opéra Bastille à Paris depuis 1984. 
Depuis 1982, Pierre Gillet est membre de l'ensemble de trompettes de Paris (eutépé). Il a fondé avec d'autres musiciens l'Orchestre de Cuivres de Paris dont il est le directeur. Il est membre des ensembles Ars Nova et Septentrion (quintette de cuivres avec piano et percussions).